# Langes Echo
«Langes Echo» (укр. Довге відлуння) — документальний фільм режисерів Вероніки Глазунової та Лукаша Лакоми 2016 року. Фільм розповідає про мешканців шахтарського міста Добропілля на сході України, розташованого за 70 кілометрів від лінії зіткнення з окупованими проросійськими сепаратистами територіями Донбасу.

## Сюжет
Фільм не показує бойових дій, а натомість розповідає, як мешканці міста, попри близькість бойових дій та смертей у російсько-українському конфлікті — задовго до повномасштабного російського вторгнення в Україну 2022 року — намагаються впоратися зі своїм повсякденним життям. Вчителька веде художню школу для дітей із зони бойових дій. Молоді робітники сусідньої шахти репетирують для наступного виступу свого дез-метал-гурту. Тетяна проводить екскурсії міським музеєм та керує невеликим шлюбним агентством. Микола почав створювати мінізоопарк і шукає для нього гекона. Група людей займається йогою біля багаття. За словами співрежисерки Вероніки Глазунової, за назвою стоїть «відгомін, довге відлуння радянського мислення». Багато літніх людей у Добропіллі, за словами Глазунової, сумують за «старими добрими часами», а молодь, позбавлена перспектив, не хоче залишати рідне місто.

## Критика
- «Коли Langes Echo показує групи людей (наприклад, під час занять йогою), вони часто виглядають так, ніби взяті з фільму Роя Андерссона. Але саме обставини породжують цю абсурдність». — epd film[4]
- «Точне кінематографічне спостереження розкриває гідність та стійкість людей, які зіткнулися з кошмаром нескінченного конфлікту». — kino.zeit.de[5]
- «Глазунова та Лакоми не втручаються, вони лише спостерігають за своїми протагоністами. Так виникають схожі на картини кадри, сповнені символізму, сили та точності». — spielfilm.de[6]